# كارسيس
كارسيس (بالإنجليزية: Carausius)‏ واسمُهُ الكامِل ماركوس أوريليوس موزيوس فاليريوس كارسيس (286-293)، هوَ قائد عسكري في الإمبراطورية الرومانية في القرن الثالث الميلادي. كان كارسيس من ضمن القادة العسكريين من منطقة الغال الذين اشتغلوا في الجيش الإمبراطوري، لكنه اعتزل عن الإمبراطورية واستقل بحكم بريطانيا لمدة 7 سنين قبل قتله على يد وزير ماليته أليكتوس لأخذ الحكم منه.

## تاريخه
كان كاروسيوس محارب من أصل متواضع، انضم للجيش الروماني الإمبراطوري ضمن حملة الإمبراطور مكسيميانوس سنة 285 ضد قبائل المتمردين في منطقة الغال. تفوقه العسكري وتميزه بين أقرانه جعل مكسيميانوس يعيّنه قائدا للكلاسيس بريتانيكا Classis Britanica، الذي هو الأسطول الإمبراطوري المكلف بحماية القنال الإنجليزي من هجمات القراصنة الفرنسيين والسكسونيين.
بعد فترة من الحملات الناجحة على القراصنة، مكسيميانوس اكتشف ان كاروسيوس يأخد الكنوز التي بيتم مصادرتها من القراصنة ويحتفظ بها لنفسه بدل ما يرجعها لخزنة الإمبراطورية وأنه بدأ بتكوين جيش خاص به عن طريق تجنيد المرتزقة، وبالتالي ماكسيميان أصدر أمرا بالقبض على كاروسيوس وإعدامه. لما كاروسيوس سمع بالخبر قرر التمرد على الإمبراطورية الرومانية وأعلن العصيان والانفصال بالجزيرة البريطانية وجزء من الساحل الفرنسي الذي يقع أمامها، وأعلن اإمبراطور بنفسه أ، ه مستقل عن بريطانيا.
المؤرخ البريطاني والأثري شيبرد فرير يستغرب كيف أن كاروسيوس قدر على أن يكون جيشا برّيا ضخم على الرغم من أنه كان قائد بحري موجود في البحر معظم الوقت. ويقترح أن شعبية كاروسيوس في بريطانيا ممكن يكون سببها أنه ساعد دقلديانوس على احتلال بريطانيا وضمها للإمبراطورية الرومانية، ويبني هذه الفرضية على ان دقلديانوس لم يأخذ لقب بريتانيكوس ماكسيموس Britanicus Maximus يعني «سيد بريطانيا» غير سنة 285 وهي نفس السنة التي عين فيها كاروسيوس قائدا للأسطول الذي يخص القنال الإنجليزي.

## الحملة الرومانية لاسترداد بريطانيا
ما بين سنة 288 و289 وبعد تمرد كاروسيوس، مكسيميانوس جهز حملة عسكرية ضخمة لغزو بريطانيا بغرض إٍرجاعها للإمبراطورية الرومانية، لكن هذه الحملة فشلت حسب المصادر التاريخية بسبب العواصف الشديدة التي كسرت كل الأسطولالذي يخص مكسيميانوس. ولكن فيه مؤرخون يقولون أن كاروسيوس انتصر عسكرياً على مكسيميانوس، وهذه الذي جعل مكسيميانوس يقبل بالصلح المؤقت. بعد المعاهدة كاروسيوس بدأ باإحساس على أنه اكتسب شرعية وبدأ ينزّل عملة جديدة في بريطانيا مختلفة عن العملة الرومانية، العملة الجديدة كان عليها اسمه وصورته بدل اسم وصورة دقلديانوس ومكسيميانوس الذي كان للحكام الرسميين للإمبراطورية الرومانية. العملات التي تخص كاروسيوس بدأت بجودة عادية وبعد ذلك بدأ بصنععا بطريقة أجمل وأحسن من العملة الرومانية وجعل هذا إقبال التجار عليها يزيد وطبعاً كان يهدد وضع العملة الرومانية الرسمية.